# Dorycera nitida
Dorycera nitida är en tvåvingeart som beskrevs av Friedrich Georg Hendel 1910. Dorycera nitida ingår i släktet Dorycera och familjen fläckflugor.
Artens utbredningsområde är Turkiet. Inga underarter finns listade i Catalogue of Life.